# يوسف بن الحسن (سلطان ممباسا)
يوسف بن الحسن بن أحمد (حوالي 1607 - حوالي 1640)، الملقب بدوم جيرونيمو تشينغوليا، كان حاكم مومباسا من عام 1614 إلى عام 1632.

## سيرته

#### والد يوسف
توفي السلطان أحمد حوالي عام 1609 وخلفه ابنه حسن، الذي استمر في تأكيد مطالبه ببمبا، وعرض على البرتغاليين 300 جُوْنَةُ من الأرز كامتياز. تدهورت العلاقات بين سلطان مومباسا والبرتغاليين، وخاصة بين عامي 1611 و1612. استولى قائد برتغالي بغيض على السلطة، وطالب بمزيد من أكياس الأرز من بيمبا كدفعة، وتسببت العداوات داخل عائلة السلطان في مشاكل خطيرة في مومباسا. تشاجر عم الملك موينجانجا (مويني ناصر) مع حسن. ذهب إلى قائد حصن يسوع وأخبره أن حسن كان يخطط لتمرد وكان يوحد قواه مع قبيلته المجاورة، موسونغورو، للإطاحة بالبرتغاليين. عندماأُستجوب، ادعى حسن براءته، لكن البرتغاليين لم يصدقوه.
هاجم البرتغاليين قصره وعينوا مونجاناجا وصيًا مؤقتًا. غادر حسن مومباسا واستقر في كيليفي، لكنه عاد بعد الهدنة المترنحة. استمرت العلاقات بين البرتغاليين والسلطان في التدهور حتى عام 1614، عندما وصلت سفينة برتغالية، وحاولت إحضار حسن إلى غوا للاستجواب. عندما علم أنه على وشك أن يتم القبض عليه، فر حسن إلى حصن حليفه موسونجورو (كايا) في لاباي على البر الرئيسي. ومع ذلك، استسلم رجال القبائل الأفارقة بعد أن رشاهم البرتغاليين بـ2000 قطعة من القماش، وخانوه وقتلوه، وتركوا جثته عند معبر ماتشبا برهانًا على قتله. أمر القائد البرتغالي بقطع رأسه وإرساله إلى غوا كغنيمة بائسة.

### الحياة المبكرة
في غوا، استقبلت أنباء الاغتيال بحزن شديد. فقد كان استدعاء السلطان حسن إلى غوا للإقرار بالذنب، ولم تكن جريمة القتل هي النتيجة المقصودة، وأصبح شقيق حسن حاكمًا لمومباسا، ونُقل ابن حسن يوسف، وهو صبي يبلغ من العمر 11 عامًا، إلى غوا لتنصيرة وتربيته عليها. تصرف الحاكم شخصيًا كعراب للصبي، ودُفعت نفقة الصبي من خزانة الدولة. عندما عُرضت القضية أمام محكمة برتغالية في عام 1618، تمت تبرئة السلطان من الخيانة. وشُكك في ولاء الرجل المقتول ظلماً، وأُعلن ابنه الوريث الشرعي لعرش مومباسا. ومع ذلك، أفلت الحاكم البرتغالي لمومباسا من العقاب.
تلقى دون جيرونيمو تشينغوليا، الذي أُعيد تسميته يوسف، تعليمه في دير سيدة الرحمة في غوا تحت رعاية الرهبنة الأوغسطينية. وكان تحت إشراف نائب الملك وتدرب على أن يكون ملك. وفي عام 1627، في احتفال خاص في غوا، توج ملكًا على مومباسا وماليندي وجزيرة بمبا، وبعد أن أقسم بالطاعة للبابا، نال لقب فارس في وسام المسيح. ثم سافر إلى مومباسا وتوج ملكًا.

### الاستيلاء على مومباسا والمذبحة
بدأ يزور قبر والده سراً ليلاً ويدعي لهُ على الطريقة الإسلامية. شاهده جاسوس برتغالي وأبلغ قائد الحصن بسلوكه المريب. أبلغ الجاسوس القائد البرتغالي بما رآه، لكنه عاد بعد ذلك إلى السلطان وحذره من أن أفعاله معروفة. شكر الدوم جيرونيمو الخائن على تحذيره ووعده بمكافأة كبيرة، لكنه أرسل بعد ذلك عبيدًا لقتله.
في اليوم التالي، 15 أغسطس 1631، كان يوم الصعود، وهو عيد ديني مهم للبرتغاليين. جمع السلطان على عجل 300 من أتباعه وتوجه إلى الحصن معهم وكأنه يشاركهم في المهرجان. استقبل القائد بيدرو ليتاو دي جامبوا ضيفه دون أي شكوك، ولكن السلطان استل سيفه وطعن القائد بيدرو في صدره، ونقض أتباع الملك على البرتغاليين، فوجئ البرتغاليون تمامًا وقتلوا جميعًا. بعد ذلك تولى يوسف قيادة الحصن والمدينة.
نزل السلطان وأتباعه إلى المناطق السكنية بحثًا عن البرتغاليين. وبدأوا بذبحهم بلا رحمة. فر بعضهم إلى دير أوغسطينوس، حيث صمدوا سبعة أيام قبل نفاد الطعام وإجبارهم على الاستسلام، حيث قتلوا في ما بعد. قُتل أكثر من 150 رجلاً وامرأة وطفلًا برتغاليًا. تمكن أربعة رهبان أوغسطينيين وعلماني واحد فقط من الفرار من المذبحة وشقوا طريقهم إلى باتي بالقارب.

### الحملة البرتغالية على مومباسا 1632
في منتصف ديسمبر 1631، أُرسِل أسطول برتغالي مكون من عشرين سفينة وألف رجل إلى مومباسا رداً على الحادثة. ونظراً لشح الأموال، أصبح تمويل هذه السفن مشكلة، وبسبب هذه الحملة أُلغيت البعثة التجارية المعتادة إلى سيلان في ذلك العام. رست السفينة أولاً في باتي لجمع المعلومات ثم وصلت إلى مومباسا. وفي يناير 1632، انضم إليهم آخرون من زنجبار ومسقط (عمان) للانتقام من يوسف. كان يوسف مستعداً جيداً، حيث استدعى رجال القبائل المجاورة له، موسونغورو، وحصّن قلاعهم. باءت جهوده لكسب الأتراك إلى جانبه بالفشل، لكن الأتراك أرسلوا له علماً، وكان يأمل أن يكون وجود الأتراك كافياً لصد البرتغاليين. رفع رايته فوق الحصن. حاول البرتغاليون أولاً حصار الجزيرة بإرسال قوارب لدق معابر ماتشبا. في 16 يناير قرروا إنزال قوات في تواكا (مباراكي في جنوب غرب الجزيرة، والتي كانت تسمى آنذاك نوسا سينهورا أو تواكا)، لكن الأمواج العاتية جعلت الإنزال مستحيلاً.
تم صد محاولة إنزال أخرى في كِلينديني، وخسر البرتغاليون المزيد من القواعد بسبب السهام المسمومة التي أطلقها رماة موسونغورو. في الحادي عشر من مارس، هبطت القوات البرتغالية في موقع يسمى القلعة التركية، مقابل التحصينات البرية الرئيسية. وعلى الرغم من هذا، لم يتم تحقيق أي شيء. ومع تغير الرياح الموسمية، قرر البرتغاليون في الخامس عشر من مارس رفع الحصار والانسحاب والعودة إلى غوا.

## الوفاة
ثم غادر يوسف مومباسا وأصبح مُغِيرًا. في عام 1637، هناك إشارة أخيرة إليه في جزيرة أميسا قبالة رأس ديلجادو، حيث فشل في القيام بغارة مفاجئة. يُفترض أنه ذهب بعد ذلك إلى الشحر في شرق اليمن للأغارة على سفينة أخرى. توفي في نوفمبر 1638 بعد أن سرقه قراصنة عرب وقتلوه في البحر الأحمر.

## الأدب
- Aldrick، Judy، The Sad Story of Dom Jeronimo, the Last Swahili Sultan of Mombasa، Academia، مؤرشف من الأصل في 2024-08-18.
- Hall، Richard، Empires of the monsoon : a history of the Indian Ocean and its invaders، ص. 270–80 {{استشهاد}}: الوسيط غير المعروف |بواسطة= تم تجاهله يقترح استخدام |عبر= (مساعدة).
- إبراهيم أسعد محمد. رواية المرتد.